# Vegyél el
A Vegyél el (eredeti cím: Marry Me) 2022-ben bemutatott amerikai romantikus, zenés filmvígjáték, amelyet Kat Coiro rendezett, John Rogers, Tami Sagher és Harper Dill forgatókönyvéből. A film Bobby Crosby Marry Me című képregénye alapján készült, amely eredetileg webcomicként jelent meg. A főszerepben Jennifer Lopez, Owen Wilson, Maluma, John Bradley-West és Sarah Silverman látható.
Az Amerikai Egyesült Államokban 2022. február 11-én mutatták be a mozikban, Magyarországon február 18-án debütált az UIP-Dunafilm forgalmazásában.

## Rövid történet
Amikor megtudja, hogy színpadi partnere viszonyt folytat a háta mögött, Kat Valdez (Jennifer Lopez) latin popsztár az egyik koncertjén hirtelen úgy dönt, hogy feleségül megy a közönség soraiban álló idegenhez (Owen Wilson), aki véletlenül egy „Gyere hozzám” táblát tart a kezében.

## Cselekmény
Kat Valdez (Jennifer Lopez) latin popsztár az egyik koncertje alatt tudja meg egy videóból, hogy a vőlegénye, akivel napokon belül összeházasodott volna, megcsalja. Kat kis időre leállítja a zenét, és hirtelen ötlettel felhív a közönség soraiból egy ott álldogáló férfit (Owen Wilson) a színpadra, ahol egy rögtönzött (de nem hivatalos) esküvőt tartanak. A férfi belemegy a dologba, és igent mond, mivel segíteni szeretne a nőnek, aki érzelmileg éppen csalódott valakiben.
A rajongók videóin keresztül a tévé felkapja a hírt, hogy a híres énekes férjhez ment egy teljesen ismeretlen férfihoz (akiről Kat menedzsere kideríti, hogy matematika-tanár egy középiskolában, elvált, van egy kislánya, akit ő nevel, és büntetlen előéletű).
Bár eleinte nem alakul ki köztük testi kapcsolat, de sokat beszélgetnek, és ez segít a nőnek, hogy feldolgozza a csalódást. Kat hamar magához tér, és folytatja az előre lekötött fellépéseit, szerte a világban, Charlie pedig folytatja a tanítást. Charlie óhatatlanul is híres lesz, felkapja a média és a közösségi videómegosztó oldalak.
A kettejük kapcsolata egyre közelebbivé válik, végül Kat Charlie lakásában alszik.
Charlie szeretné folytatni a korábbi, felhajtás nélküli életét, és amikor azt veszi észre, hogy Kat életében egyre gyakrabban felbukkan Bastian (korábbi partnere), Charlie csendesen visszalép a kapcsolatból és szakít Kattel.
Nem sokkal később azonban Kat visszatér hozzá, amikor Charlie diákjai és a saját lánya is egy országos matematika versenyen vesznek részt.

## Szereplők
| Szerep                            | Színész           | Magyar hang     |
| --------------------------------- | ----------------- | --------------- |
| Katalina "Kat" Valdez, énekes     | Jennifer Lopez    | Németh Borbála  |
| Charlie Gilbert, matematika-tanár | Owen Wilson       | Crespo Rodrigo  |
| Bastian, énekes                   | Maluma            | Ember Márk      |
| Collin Calloway                   | John Bradley-West | Elek Ferenc     |
| Parker Debbs                      | Sarah Silverman   | Pálfi Kata      |
| Lou Gilbert, Charlie kislánya     | Chloe Coleman     | Engel-Iván Lili |
| Melissa, Kat asszisztense         | Michelle Buteau   |                 |
| Önmaga                            | Ricky Guillart    |                 |
| Jonathan Pitts                    | Stephen Wallem    |                 |
| Anikah                            | Jameela Jamil     |                 |
| Önmaga                            | Jimmy Fallon      |                 |
| Manny edző                        | Utkarsh Ambudkar  |                 |

## A film készítése
2019 áprilisában bejelentették, hogy Jennifer Lopez és Owen Wilson a Vegyél el című romantikus vígjáték főszereplői lesznek. Kat Coiro rendezte a filmet John Rogers, Tami Sagher és Harper Dill forgatókönyvéből, amely Bobby Crosby azonos című képregénye alapján készült, és az STX Entertainment forgalmazta volna. 2019 júliusában bejelentették, hogy az STX helyett a Universal Pictures forgalmazza a filmet. Ugyanebben a hónapban Sarah Silverman, John Bradley-West és Maluma is csatlakozott a film szereplőgárdájához. Októberben Michelle Buteau, Jameela Jamil és Chloe Coleman is szerepet kapott.
A forgatás 2019 októberében kezdődött New Yorkban és környékén, és november 22-én fejeződött be.

## Megjelenés
A Universal Pictures 2022. február 11-én mutatta be a Vegyél el című filmet. Korábban 2021. február 12-re volt kitűzve, de a COVID-19 világjárvány miatt 2021. május 14-re csúszott, mígnem a megjelenési ütemterv újabb változása miatt 2022. február 11-re került át. Ugyanezen a napon a Peacock streaming szolgáltatásán is elérhetővé vált.

## Filmzene
| Vegyél el számlista | Vegyél el számlista                         | Vegyél el számlista                            | Vegyél el számlista | Vegyél el számlista | Vegyél el számlista | Vegyél el számlista | Vegyél el számlista | Vegyél el számlista | Vegyél el számlista |
| #                   | Cím                                         | Producer(ek)                                   | Hossz               |                     |                     |                     |                     |                     |                     |
| ------------------- | ------------------------------------------- | ---------------------------------------------- | ------------------- | ------------------- | ------------------- | ------------------- | ------------------- | ------------------- | ------------------- |
| 1.                  | Here Comes the Bride (Coolidge Crew)        |                                                | 0:45                |                     |                     |                     |                     |                     |                     |
| 2.                  | Marry Me (Kat & Bastian Duet) (with Maluma) |                                                | 2:37                |                     |                     |                     |                     |                     |                     |
| 3.                  | Pa' Ti + Lonely (with Maluma)               | Leone Barrera Steve Mackey                     | 3:50                |                     |                     |                     |                     |                     |                     |
| 4.                  | Church                                      |                                                | 2:50                |                     |                     |                     |                     |                     |                     |
| 5.                  | 1 en 1 Millon (Maluma)                      |                                                | 2:40                |                     |                     |                     |                     |                     |                     |
| 6.                  | Love of My Life                             |                                                | 3:12                |                     |                     |                     |                     |                     |                     |
| 7.                  | After Love (Part 1)                         |                                                | 2:45                |                     |                     |                     |                     |                     |                     |
| 8.                  | Marry Me (Ballad) (with Maluma)             |                                                | 3:33                |                     |                     |                     |                     |                     |                     |
| 9.                  | Segundo (Maluma)                            |                                                | 2:28                |                     |                     |                     |                     |                     |                     |
| 10.                 | On My Way                                   | Keith Hetrick, Michael Pollack, Leroy Clampitt | 3:12                |                     |                     |                     |                     |                     |                     |
| 11.                 | Nobody's Watching                           |                                                | 2:56                |                     |                     |                     |                     |                     |                     |
| 12.                 | Love of My Life (Arkadi Remix)              | ARKADI, The Monsters & Strangerz, German       | 3:17                |                     |                     |                     |                     |                     |                     |
| 34:05               |                                             |                                                |                     |                     |                     |                     |                     |                     |                     |

| Digitális bónusz szám | Digitális bónusz szám      | Digitális bónusz szám | Digitális bónusz szám | Digitális bónusz szám | Digitális bónusz szám | Digitális bónusz szám | Digitális bónusz szám | Digitális bónusz szám | Digitális bónusz szám |
| #                     | Cím                        | Producer(ek)          | Hossz                 |                       |                       |                       |                       |                       |                       |
| --------------------- | -------------------------- | --------------------- | --------------------- | --------------------- | --------------------- | --------------------- | --------------------- | --------------------- | --------------------- |
| 13.                   | On My Way (TELYKast Remix) | Hetrick               | 3:38                  |                       |                       |                       |                       |                       |                       |
| 37:43                 |                            |                       |                       |                       |                       |                       |                       |                       |                       |

| 14. | After Love (2. rész) |  |  |